# Dwang
Dwang is een verschijnsel dat een rol speelt in het recht, de sociologie en de psychologie. Dwang kan zich op twee manieren voordoen: als een geheel van vooral externe invloeden, of intern, als een naar binnen gerichte geestestoestand, met bepaalde ideeën, gevoelens en drijfveren. 
Dwang, intern of extern, gaat gepaard met de indruk van een met de eigen vrije wil strijdige invloed, die zich uit in fysieke of psychologische dwang, beperking, en vervreemding van het zelf.
In de psychologie kan het bestaan van individuele, obsessief-compulsieve symptomen objectief worden vastgesteld. Interne dwang wordt in de psychologie gedefinieerd als een zinloze impuls, waartegen men zich tevergeefs verdedigt, ondanks de door zichzelf waargenomen tegenstrijdigheid. 
Terwijl de psychologie innerlijke dwangmatigheid duidt als een subjectief, compulsief verschijnsel, worden externe middelen, en methoden van fysieke dwang, gewoonlijk gezien als meer objectief noodzakelijke voorwaarden, vereisten of maatregelen, die nodig zijn voor het functioneren van een sociale gemeenschap. 
De sociologie heeft mogelijke wederzijdse verbanden tussen externe en interne dwang als plausibel erkend. De corresponderende innerlijke persoonlijkheidsstructuren ontstaan dan vaak door internalisatie, op basis van omgevings-invloeden of socialisatie.